# Compus alifatic

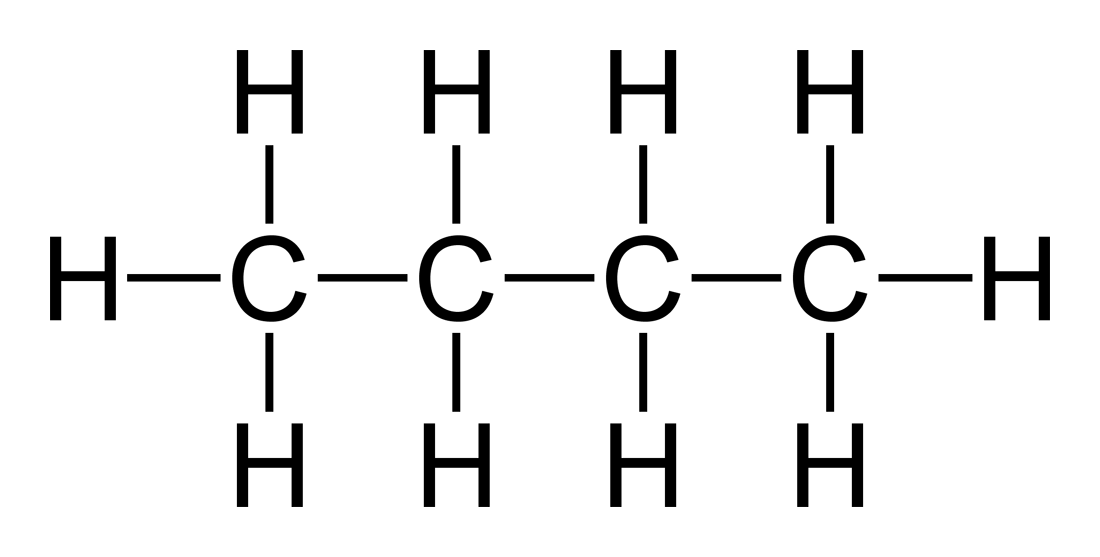
Un compus alifatic aciclic (butan)

În chimia organică, hidrocarburile sunt de două tipuri: compuși aromatici și compuși alifatici (sau ne-aromatici). Spre deosebire de cei aromatici, care conțin un inel aromatic, compușii alifatici au catenă deschisă (lanț liber la ambele capete) sau sunt ciclici fără să fie aromatici. 

## Exemple
Cei mai importanți compuși alifatici sunt:
- n-, izo- și ciclo-alcanii (hidrocarburi saturate)
- n-, izo- și ciclo-alchenele și -alchinele (hidrocarburi nesaturate).

| Formulă | Denumire          | Număr CAS | Formulă structurală | Clasificare chimică         |
| ------- | ----------------- | --------- | ------------------- | --------------------------- |
| CH4     | Metan             | 74-82-8   |                     | Alcan                       |
| C2H2    | Etină             | 74-86-2   |                     | Alchină                     |
| C2H4    | Etenă             | 74-85-1   |                     | Alchenă                     |
| C2H6    | Etan              | 74-84-0   |                     | Alcan                       |
| C3H4    | Propină           | 74-99-7   |                     | Alchină                     |
| C3H6    | Propenă           | -         |                     | Alchenă                     |
| C3H8    | Propan            | -         |                     | Alcan                       |
| C4H6    | 1,2-butadienă     | 590-19-2  |                     | Alcadienă                   |
| C4H6    | 1-butină          | -         |                     | Alchină                     |
| C4H8    | Butenă            | -         | e.g.                | Alchenă                     |
| C4H10   | Butan             | -         |                     | Alcan                       |
| C6H10   | Ciclohexenă       | 110-83-8  |                     | Cicloalchenă                |
| C5H12   | n-pentan          | 109-66-0  |                     | Alcan                       |
| C7H14   | Cicloheptan       | 291-64-5  |                     | Cicloalcan                  |
| C7H14   | Metilciclohexan   | 108-87-2  |                     | Cicloalcan                  |
| C8H8    | Cuban             | 277-10-1  |                     | Ciclobutan                  |
| C9H20   | Nonan             | 111-84-2  |                     | Alcan                       |
| C10H12  | Diciclopentadienă | 77-73-6   |                     | Dienă, cicloalchenă         |
| C10H16  | Phellandren       | 99-83-2   |                     | Terpen, dienă, cicloalchenă |
| C10H16  | α-Terpinen        | 99-86-5   |                     | Terpen, dienă, cicloalchenă |
| C10H16  | Limonen           | 5989-27-5 |                     | Terpen, dienă, cicloalchenă |
| C11H24  | Undecan           | 1120-21-4 |                     | Alcan                       |
| C30H50  | Scualenă          | 111-02-4  |                     | Terpen, polienă             |
| C2nH4n  | Polietilenă       | 9002-88-4 |                     | Alcan                       |